# Mike Bost
Mike Bost (Murphysboro, 30 dicembre 1960) è un politico statunitense, membro della Camera dei Rappresentanti per lo stato dell'Illinois dal 2015.

## Biografia
Nato e cresciuto nell'Illinois, dopo aver prestato servizio nei marines, Bost lavorò come imprenditore e successivamente entrò in politica con il Partito Repubblicano.
Nel 1994 fu eletto all'interno della legislatura statale dell'Illinois, dove rimase per vent'anni.
Nel 2014 si candidò alla Camera dei Rappresentanti contro il deputato democratico in carica da un solo mandato William Enyart. La competizione si rivelò molto serrata ma alla fine Bost prevalse, riuscendo ad essere eletto.